# Sant Andreu de Farena
Sant Andreu de Farena és una església del llogaret de Farena, al municipi de Mont-ral (l'Alt Camp) protegida com a bé cultural d'interès local.

## Descripció
L'església de Sant Andreu està situada al punt més alt de Farena.

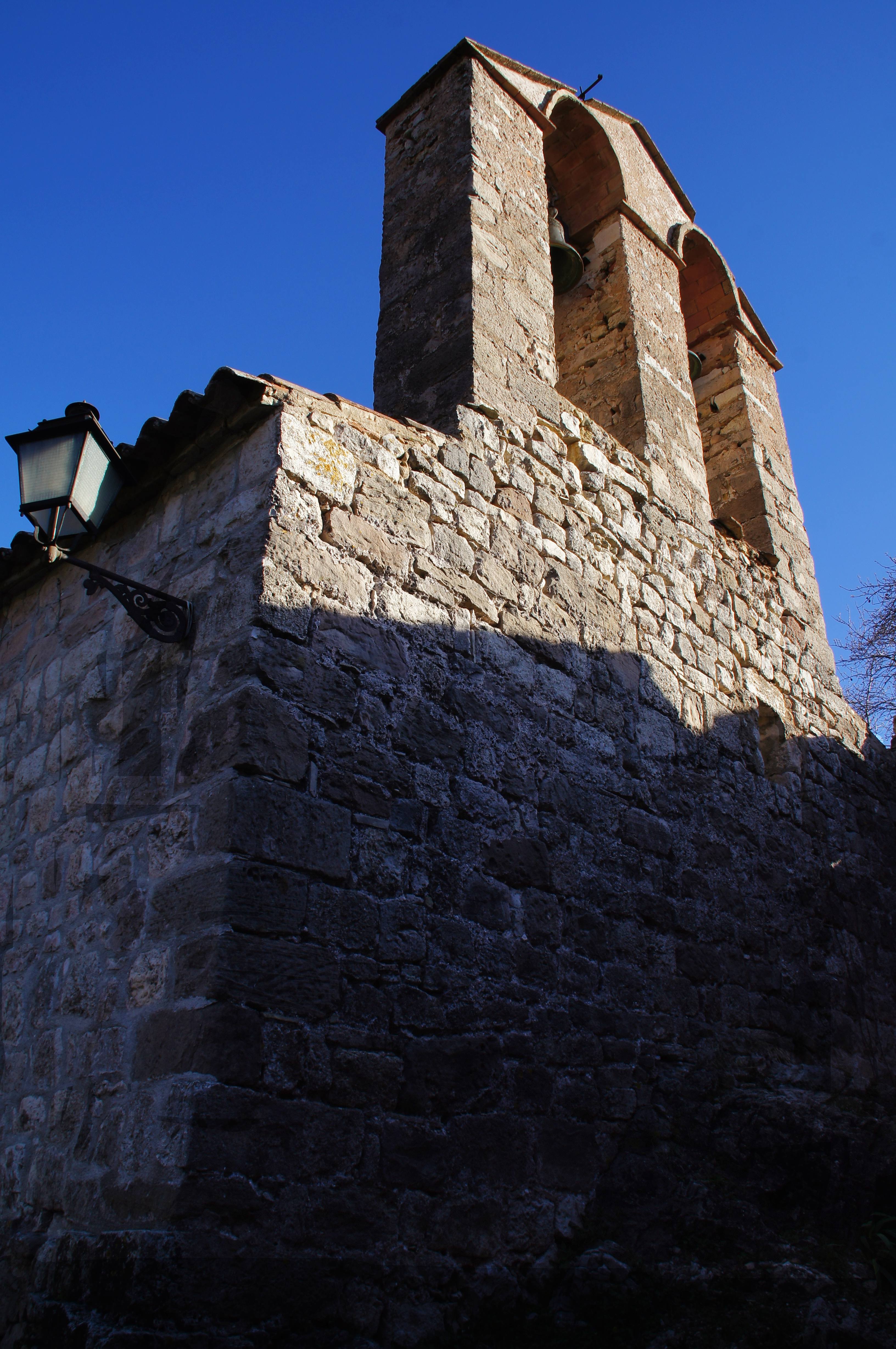
Campanar

 Consta d'una sola nau amb volta de canó, capçalera plana, diverses capelles, i coberta de teula a dues vessants. La porta d'accés està situada en una façana lateral És d'arc de mig punt amb dovelles de pedra. Als peus de la nau s'eleva el campanar de paret, amb dues obertures d'arc de mig punt i acabament triangular d'època posterior.

## Història
La construcció de l'edifici data d'època romànica, probablement del segle xii. Posteriorment va experimentar diverses reformes en els segles XVII i XVIII. Segons l'autor J. Iglesias, l'estructura original d'aquesta església formava part de l'antic castell de Farena del qual només resten parts d'alguns murs dintre de Can Vilalta, finca veïna a l'església.